# Olympique Lyon
Olympique Lyon (oficjalna nazwa fr. Olympique lyonnais, wym. [ɔlɛ̃pik ʎɔnɛ]) – francuski klub piłkarski z siedzibą w Lyonie, założony w 1899 roku. Nazwa Olympique Lyon pojawiła się 3 sierpnia 1950 i funkcjonuje do dziś. Obecnie klub gra w pierwszej lidze francuskiej znanej pod nazwą Ligue 1.
Dnia 24 czerwca 2025 roku Ligue de Football Professionnel, na podstawie decyzji Direction Nationale du Contrôle de Gestion (DNCG) - organu zajmującego się kontrolą sytuacji finansowej francuskich klubów, wcieliło w życie tymczasowy środek zastosowany przeciwko Olympique'owi Lyon w postaci degradacji do Ligue 2. Po skutecznym odwołaniu od decyzji francuskiej federacji piłkarskiej klub ostatecznie uniknął degradacji.

## Historia

### Wczesne lata
W 1899 – na skutek fuzji czterech mniejszych klubów lyońskich: Racing Club Lyon, Stade Lyonnais, Club Sportif Lyonnais i Philegie Club Lyon – utworzono sekcję piłki nożnej mężczyzn, działającą w ramach wielosekcyjnego klubu Lyon Olympique.
W 1906 zakwalifikowała się ona do fazy finałowej amatorskich mistrzostw Francji (w owym czasie rozgrywek tych nie przeprowadzano jeszcze w formie ligowej, tylko pucharowej), odpadając w 1/8 finału z Olympique Marsylia. W 1910 zmieniono nazwę na Lyon Olympique Universitaire (LOU). Po okresie zdominowania przez FC Lyon, w 1910 ponownie awansowali do rundy finałowej amatorskich mistrzostw Francji, w których  doszli do ćwierćfinału (ulegając w nim Stade Helvétique Marsylia 0–5). Swe mecze rozgrywali oni wówczas na Stade Iris, oczekując na zakończenie siedmioletniej budowy nowego obiektu – Stade Gerland.
W 1942 roku klub uzyskał status profesjonalnego, zaś w sezonie 1944/1945 odnotował sukces, zwyciężając w grupie południowej ostatnich mistrzostw Francji czasu wojny. Dzięki temu, w sezonie 1945/1946 drużyna została zakwalifikowana do pierwszej, powojennej edycji Division 1. Jej debiut na tym szczeblu nie był jednak udany, gdyż po pierwszym sezonie zespół spadł do Division 2.

### Po rozłamie
W wielosekcyjnym LOU doszło do ostrego konfliktu pomiędzy sekcją piłkarską a sekcją rugby, zakończonego w maju 1950 roku postanowieniem o oddzieleniu się tej pierwszej i utworzeniem przez nią nowego jednosekcyjnego klubu (typowo piłkarskiego). Założono go ostatecznie 3 sierpnia 1950 i zarejestrowano pod nazwą Olympique lyonnais (OL). Już w sezonie 1950/1951 zwyciężył on w rozgrywkach Division 2, by po roku gry na najwyższym szczeblu ponownie spaść na zaplecze ekstraklasy. Ponowny awans nastąpił po sezonie 1953/1954. Wówczas przygoda z Division 1 trwała o wiele dłużej, bowiem OL grał w niej nieprzerwanie do edycji 1982/1983.

### Era Aulasa
W czerwcu 1987 władzę w klubie przejęła grupa biznesowa z Jean-Michelem Aulasem (prezesem) na czele. Nowi inwestorzy postawili na długofalową politykę rozwoju, toteż finalnych efektów swej pracy spodziewali się dopiero na przełomie wieków. Po sześciu latach gry w Ligue 2, w sezonie 1988/1989 wywalczono awans do Ligue 1. Kwalifikacja do europejskich pucharów (Puchar UEFA) nadeszła po dwóch latach gry w elicie (5. pozycja w sezonie 1990/1991).
W edycji 1994/1995 „Olimpijczycy” z Lyonu powrócili do ścisłej czołówki ekstraklasy, plasując się na 2. miejscu. Dzięki temu w kolejnym sezonie OL wziął udział w Pucharze UEFA, eliminując m.in. S.S. Lazio. W 1997 triumfował w Pucharze Intertoto. Dzięki temu drużyna mogła kontynuować swe występy w europejskich pucharach.
Po wywalczeniu brązowych medali francuskiej ligi w 1999 i w 2000, w 2001 roku zespół zajął 2. miejsce. Premierowy tytuł mistrzowski wywalczono w sezonie 2001/2002, rozpoczynając tym samym niespotykaną nigdy wcześniej we Francji serię siedmiu ligowych mistrzostw z rzędu. 
Od 2003 koszulka z numerem 17 została przez władze klubu honorowo zastrzeżona dla Marca-Vivien Foe, lecz w czerwcu 2008 roku koszulka z tym numerem została przydzielona innemu piłkarzowi z Kamerunu, Jeanowi II Makounowi.
W 2007 roku Olympique Lyon osiągnął triumf w Pucharze Pokoju.
Olympique Lyon na scenie europejskiej najwyżej zaszedł do półfinału Ligi Mistrzów (2 razy) w 2010, kiedy trenerem w owym czasie był Claude Puel i w 2020 Rudi Garcia, gdzie w obydwu półfinałach OL zostało wyeliminowane przez niemiecki klub Bayern Monachium.

W 2022 roku w letnim okienku transferowym prezydent OL Jean Michel-Aulas ściągnął za darmo do klubu dwóch swoich wychowanków: Alexandre'a Lacazette'a (z umową do 30 czerwca 2025) i Corentin Tolisso (z umową do 30 czerwca 2027). 

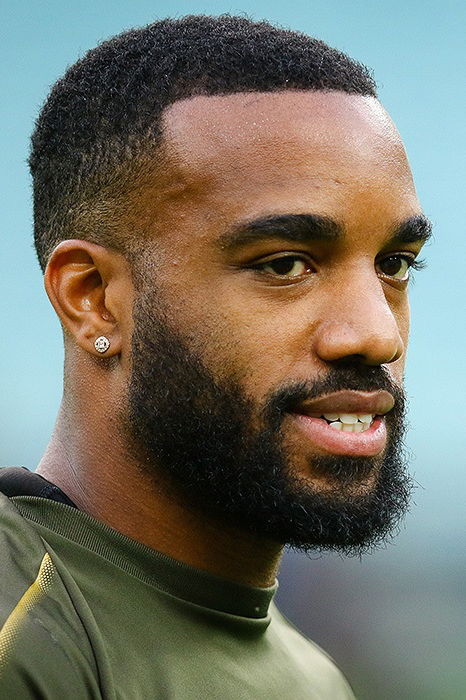
Alexandre Lacazette (2019) – najlepszy strzelec w historii OL.

W grudniu 2022 roku ok. 80 proc. udziałów w Olympique wykupił amerykański miliarder John Textor. Cała transakcja była warta ok. 800 milionów euro 
4 maja 2023 roku po niecałych 36 latach zarządzania Lyonem, Jean-Michel Aulas przestał pełnić funkcję prezesa francuskiego klubu. Olympique Lyon w ciągu prezydentury Jean-Michel Aulasa zdobył najwięcej pucharów od początku istnienia klubu, czyli od 1899 roku, w tym wszystkie najważniejsze puchary na krajowym podwórku.  
Od 5 maja 2023 roku Jean-Michel Aulas jest prezydentem honorowym klubu. 
Ostatnim trenerem OL za Ery Aulasa był Laurent Blanc pełniący tę funkcję od 9 października 2022 do 11 września 2023. 

### Era Textora
Od 4 maja 2023 roku prezydentem klubu jest amerykański miliarder John Textor. Textor jest pierwszym prezydentem klubu, który nie jest Francuzem.
Od września 2023 do stycznia 2025 przez OL przewinęło się dwóch trenerów takich jak Fabio Grosso i Pierre Sage.
15 listopada 2024 roku pojawiły się informacje o długu wysokości 500 mln euro, a także o zakazie transferowym obowiązującym od zimy 2025. Jeśli sytuacja nie ulegnie poprawie, drużyna zostanie zdegradowana do Ligue 2 po sezonie 2024/2025.

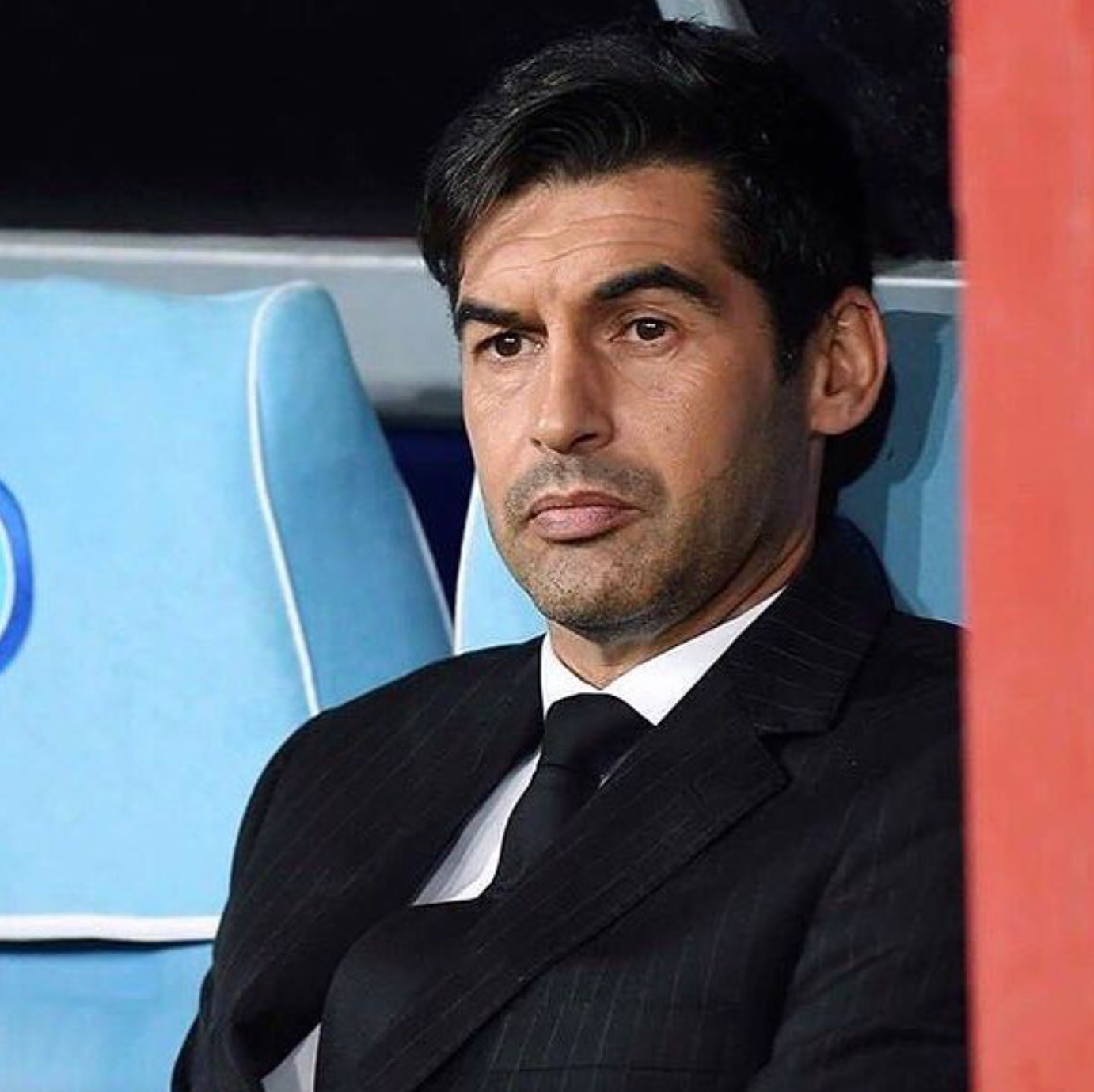
Paulo Fonseca - obecny trener OL.

Od 31 stycznia 2025 roku trenerem OL jest Paulo Fonseca.

## Stadion

### Stade de Gerland
Stadion należący do miasta – o pojemności 42 094 miejsc (41 044 siedzących i 1050 stojących), na którym od maja 1926 do grudnia 2015 wszystkie swoje mecze domowe rozgrywał Olympique Lyon, po czym przeniósł się na nowo powstały stadion Parc OL, kiedy to 1 sierpnia 2008 roku, prezydent Olympique Lyonnais Jean-Michel Aulas zapowiedział stworzenie nowego stadionu na 60 tysięcy miejsc, który miał powstać na przedmieściach Lyonu w Décines-Charpieu. Przy stadionie mogłyby znajdować się galeria sztuki, dwa hotele, centrum wypoczynku oraz centra biznesowe.
13 sierpnia 2008 roku, projekt został zaakceptowany przez francuski rząd. Projekt powstał z pieniędzy publicznych.

### Parc OL
Stadion znajduje się na przedmieściach miasta w miejscowości Décines-Charpieu. Pierwszy mecz przez tutejszy klub Olympique Lyon został rozegrany 9 stycznia 2016 roku. Był wygranym meczem przeciwko Troyes AC 4:1. Pierwszego gola na nowym stadionie strzelił Alexandre Lacazette. Olympique Lyon rozgrywa swoje mecze domowe na Parc OL od 2016 roku.11 listopada 2022 roku do Lyonu na Parc OL przybył Karim Benzema, by pochwalić się Złotą Piłką podczas przerwy w ligowym meczu Olympique'u Lyon z Niceą.

## Dotychczasowi prezesi klubu

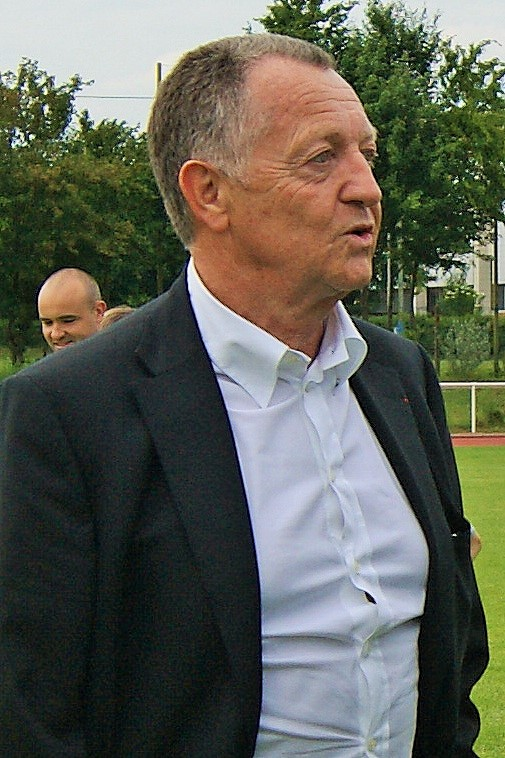
Jean Michel-Aulas - prezydent Olympique'u Lyon w latach 1987-2023.

- 1950–1959: Armand Groslevin
- 1959–1965: Ferdinand Maillet
- 1965–1977: Édouard Rochet
- 1977–1981: Roger Michaux
- 1981–1982: Jean Perrot
- 1982–1983: Raymond Ravet
- 1983–1987: Charles Mighirian
- 1987–2023: Jean-Michel Aulas
- 2023– : John Textor

Opracowano na podstawie: ol.fr (fr.)

## Władze klubu
Obecne władze Klubu:
| Funkcja                   | Imię i nazwisko   |
| ------------------------- | ----------------- |
| Właściciel                | John Textor       |
| Większościowy udziałowiec | John Textor       |
| Prezydent                 | John Textor       |
| Prezydent honorowy        | Jean Michel-Aulas |
| Dyrektor generalny        | John Textor       |
| Dyrektor sportowy         | David Friio       |

## Trenerzy

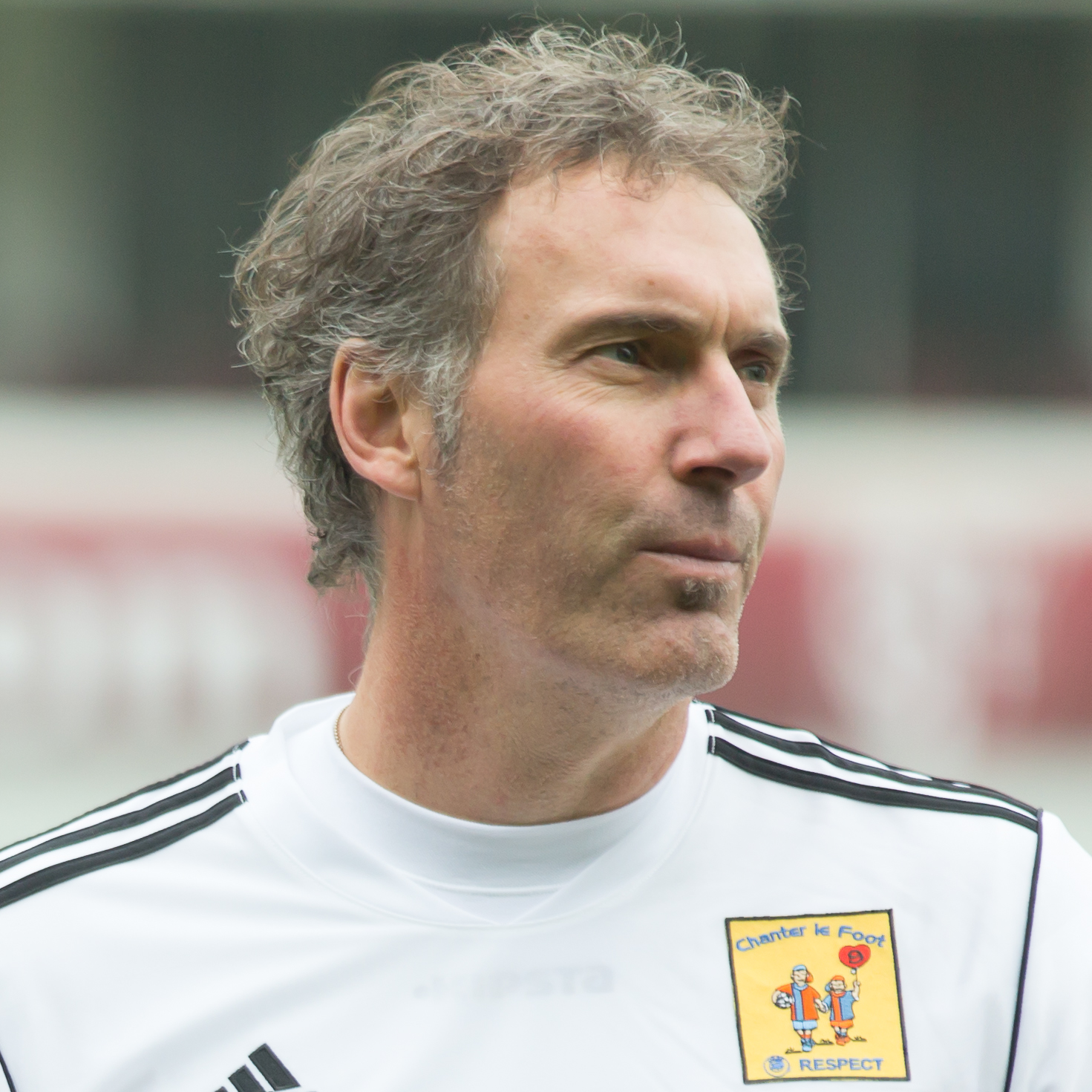
Laurent Blanc - były trener OL.

| Imię i nazwisko         | Lata      |
| ----------------------- | --------- |
| Oscar Heisser           | 1950–1954 |
| Julien Darui            | 1954–1955 |
| Lucien Troupel          | 1955–1959 |
| Gaby Robert             | 1959–1961 |
| „Manu” Fernandez        | 1961–1962 |
| Lucien Jasseron         | 1962–1966 |
| Louis Hon               | 1966–1968 |
| Aimé Mignot             | 1968–1976 |
| Aimé Jacquet            | 1976–1980 |
| Jean-Pierre Destrumelle | 1980–1981 |
| Vladimir Kovacevic      | 1981–1982 |
| Robert Herbin           | 1982–1985 |
| Robert Nouzaret         | 1985–1987 |
| Denis Papas             | 1987–1988 |
| Raymond Domenech        | 1988–1993 |
| Jean Tigana             | 1993–1995 |
| Guy Stéphan             | 1995–1997 |
| Bernard Lacombe         | 1997–1998 |
| Jacques Santini         | 2000–2002 |
| Paul Le Guen            | 2002–2005 |
| Gérard Houllier         | 2005–2007 |
| Alain Perrin            | 2007–2008 |
| Claude Puel             | 2008–2011 |
| Rémi Garde              | 2011–2014 |
| Hubert Fournier         | 2014–2015 |
| Bruno Génésio           | 2015–2019 |
| Sylvinho                | 2019      |
| Rudi Garcia             | 2019–2021 |
| Peter Bosz              | 2021–2022 |
| Laurent Blanc           | 2022–2023 |
| Fabio Grosso            | 2023      |
| Pierre Sage             | 2023–2025 |
| Paulo Fonseca           | 2025–     |

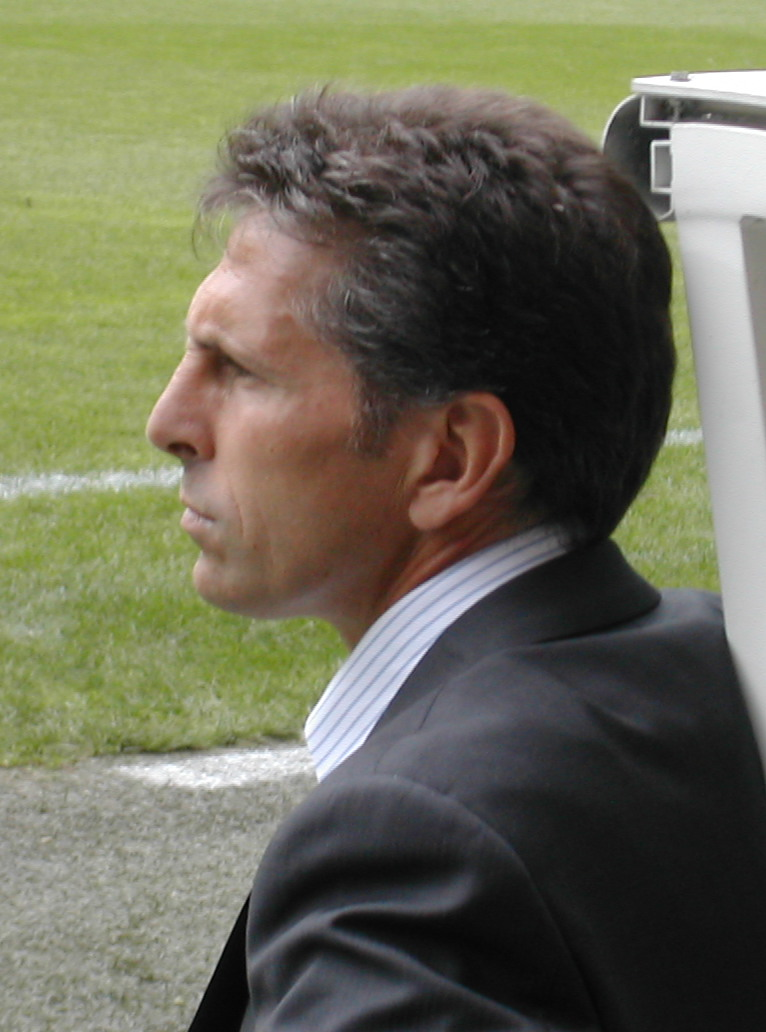
Claude Puel - pierwszy trener, który awansował z OL w 2010 roku do półfinału Ligi Mistrzów.

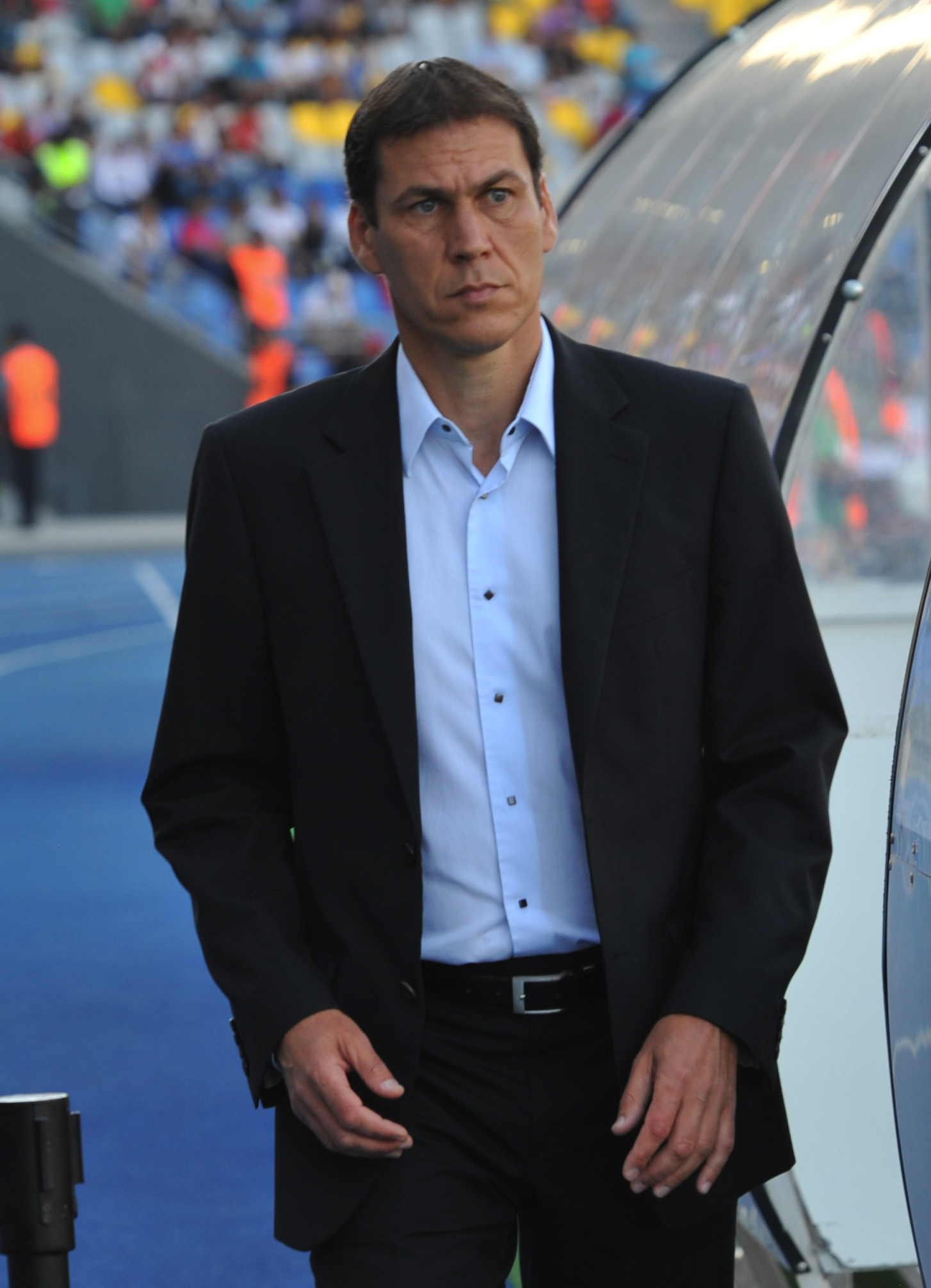
Rudi Garcia - drugi trener, który awansował z OL w 2020 roku do półfinału Ligi Mistrzów.

Opracowano na podstawie: ol.fr (fr.)

## Sztab szkoleniowy

### Sztab szkoleniowy i medyczny w sezonie 2022/23[32]
| Funkcja                         | Imię i nazwisko      |
| ------------------------------- | -------------------- |
| Trener                          | Fabio Grosso         |
| Asystent trenera                | Caçapa               |
| Asystent trenera                | Ludovic Giuly        |
| Asystent trenera                | Franck Passi         |
| Trener bramkarzy                | Rémy Vercoutre       |
| Trener przygotowania fizycznego | Philippe Lambert     |
| Trener przygotowania fizycznego | Cédric Uras          |
| Trener przygotowania fizycznego | Alexandre Farhi      |
| Koordynator występów klubowych  | Antonio da Fonseca   |
| Dyrektor medyczny               | Franck Pelissier     |
| Lekarz                          | Jean-Marc Laborderie |
| Lekarz                          | Yann Fournier        |
| Fizjoterapeuta                  | Abdeljelil Redissi   |
| Fizjoterapeuta                  | Jérémy Jacquemot     |
| Fizjoterapeuta                  | Sylvain Rousseau     |
| Fizjoterapeuta                  | Johann Howse         |
| Specjalista od żywienia         | Isabelle Mischler    |
| Steward                         | Jérôme Renaud        |
| Asystent stewarda               | Lotfi Eladjabi       |
| Asystent stewarda               | François Lopez       |
| Kierownik zespołu               | Julien Sokol         |
| Menedźer                        | Guy Genet            |
| Analityk wideo                  | Yannick Pothier      |
| Analityk wideo                  | Anthony Michel       |
| Analityk wideo                  | Geoffrey Garcia      |

## Obecny skład
Stan na 3 września 2024
| Nr | Poz. | Piłkarz                                   |
| -- | ---- | ----------------------------------------- |
| 1  | BR   | Anthony Lopes                             |
| 3  | OB   | Nicolás Tagliafico                        |
| 4  | PO   | Paul Akouokou                             |
| 5  | OB   | Dejan Lovren                              |
| 6  | PO   | Maxence Caqueret                          |
| 8  | PO   | Corentin Tolisso (wicekapitan)            |
| 9  | NA   | Gift Orban                                |
| 10 | NA   | Alexandre Lacazette (kapitan)             |
| 11 | NA   | Malick Fofana                             |
| 12 | NA   | Wilfried Zaha (wypożyczony z Galatasaray) |
| 15 | PO   | Tanner Tessmann                           |
| 16 | OB   | Abner Vinícius                            |
| 17 | NA   | Saïd Benrahma                             |
| 18 | NA   | Rayan Cherki                              |

| Nr | Poz. | Piłkarz                             |
| -- | ---- | ----------------------------------- |
| 19 | OB   | Moussa Niakhaté                     |
| 20 | OB   | Saël Kumbedi                        |
| 22 | OB   | Clinton Mata                        |
| 23 | BR   | Lucas Perri                         |
| 27 | OB   | Warmed Omari (wypożyczony z Rennes) |
| 30 | BR   | Justin Bengui-João                  |
| 31 | PO   | Nemanja Matić                       |
| 34 | PO   | Mahamadou Diawara                   |
| 37 | NA   | Ernest Nuamah                       |
| 40 | BR   | Rémy Descamps                       |
| 55 | OB   | Duje Ćaleta-Car                     |
| 69 | NA   | Georges Mikautadze                  |
| 98 | OB   | Ainsley Maitland-Niles              |

## Sponsorzy i partnerzy

### Sponsorzy i partnerzy w sezonie 2022/23[33]
| Przedsiębiorstwo             | Funkcja                         |
| ---------------------------- | ------------------------------- |
| Adidas                       | Partner techniczny i premium    |
| Emirates                     | Partner Premium                 |
| MG Motor                     | Partner Główny                  |
| Alila                        | Partner Główny                  |
| Teddy Smith SA               | Partner Główny                  |
| Groupama                     | Partner Główny                  |
| OOGarden                     | Partner Główny                  |
| Orange                       | Oficjalny partner               |
| boulanger                    | Oficjalny partner               |
| FAN4ALL                      | Oficjalny partner               |
| Soare                        | Oficjalny partner               |
| Chapoutier                   | Oficjalny dostawca              |
| Coca Cola                    | Oficjalny dostawca              |
| Pernord Ricard               | Oficjalny dostawca              |
| McDonald's                   | Oficjalny dostawca              |
| Caisse d’Épargne Rhône Alpes | Oficjalny dostawca              |
| EA Sports                    | Oficjalny dostawca              |
| IZAC                         | Oficjalny dostawca              |
| DRIVECO                      | Oficjalny dostawca              |
| MAIER Horloger               | Oficjalny zegarmistrz i jubiler |
| Radio SCOOP                  | Oficjalne Radio                 |

## Piłkarze w historii

### Królowie strzelców

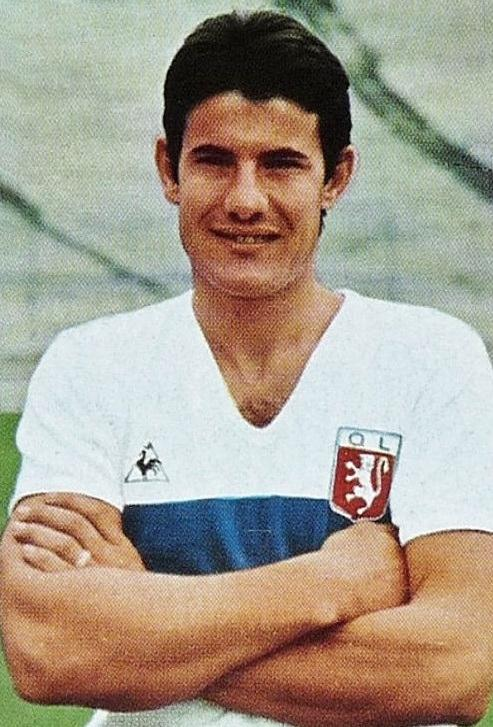
André Guy (1970) – pierwszy król strzelców Ligue1 w barwach OL.

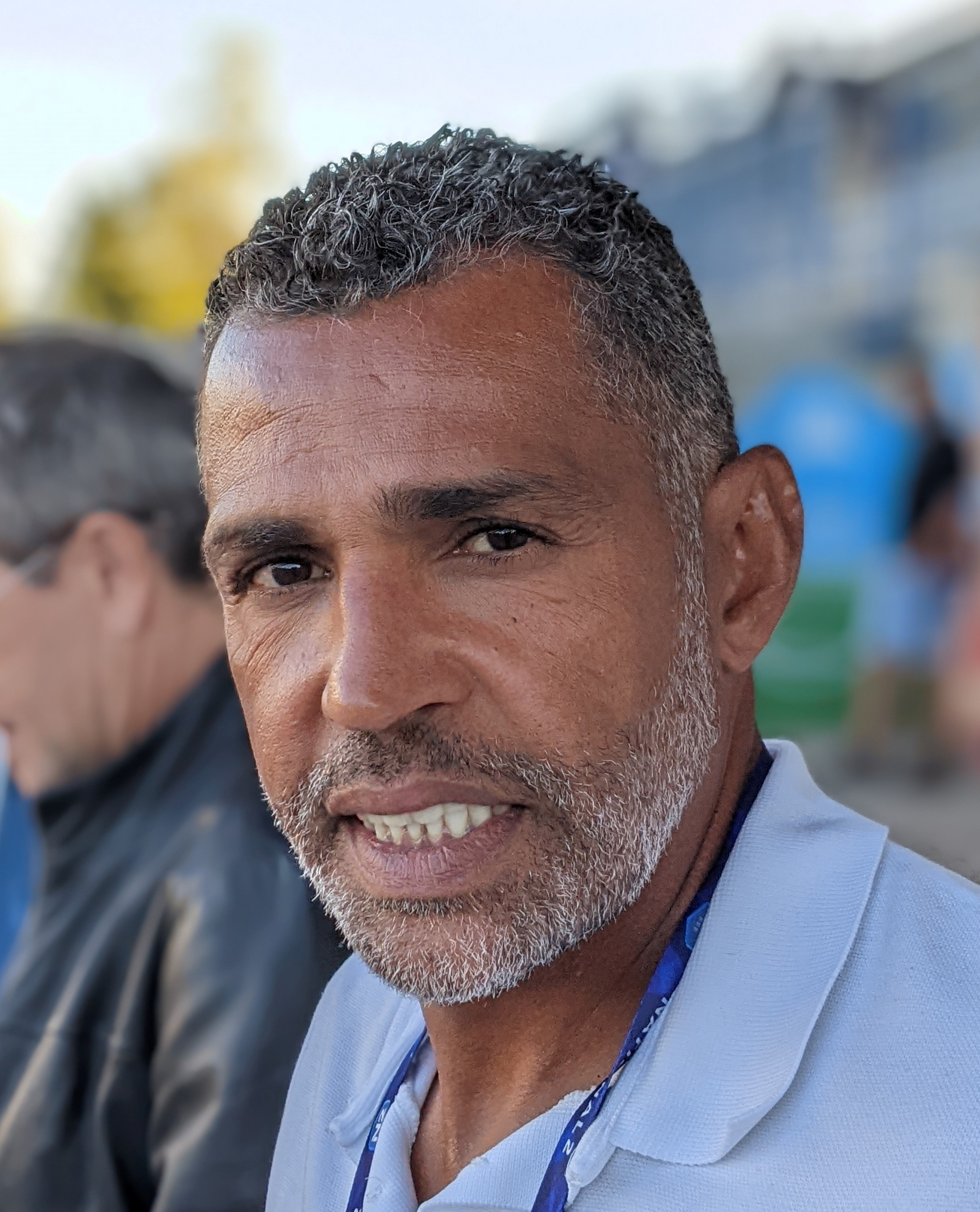
Sonny Anderson (2022) – dwukrotny król strzelców Ligue1 w barwach OL.

Królowie strzelców ligi francuskiej występujący w barwach OL.
| Zawodnik            | Bramki | Sezon   |
| ------------------- | ------ | ------- |
| André Guy           | 25     | 1968/69 |
| Sonny Anderson      | 23     | 1999/00 |
| Sonny Anderson      | 22     | 2000/01 |
| Karim Benzema       | 15     | 2007/08 |
| Alexandre Lacazette | 27     | 2014/15 |

### Kultowi gracze
Pogrubieni zostali zawodnicy obecnie grający w OL.

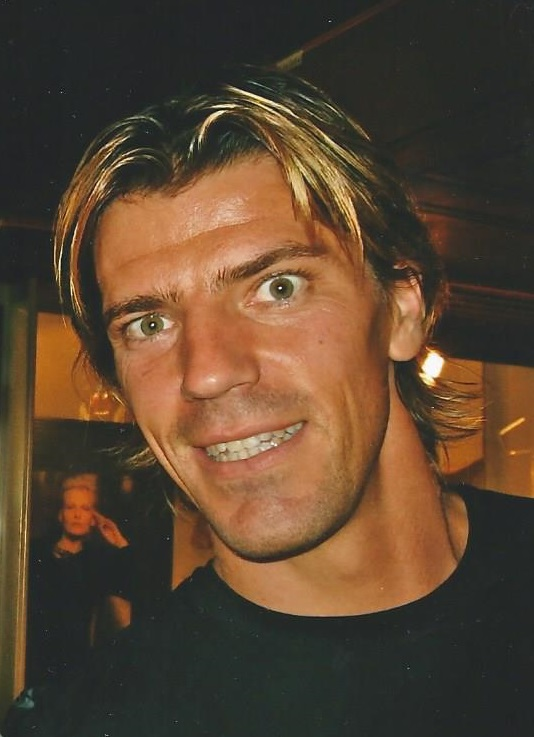
Grégory Coupet (2007) – legenda i najdłużej grający piłkarz w historii OL.

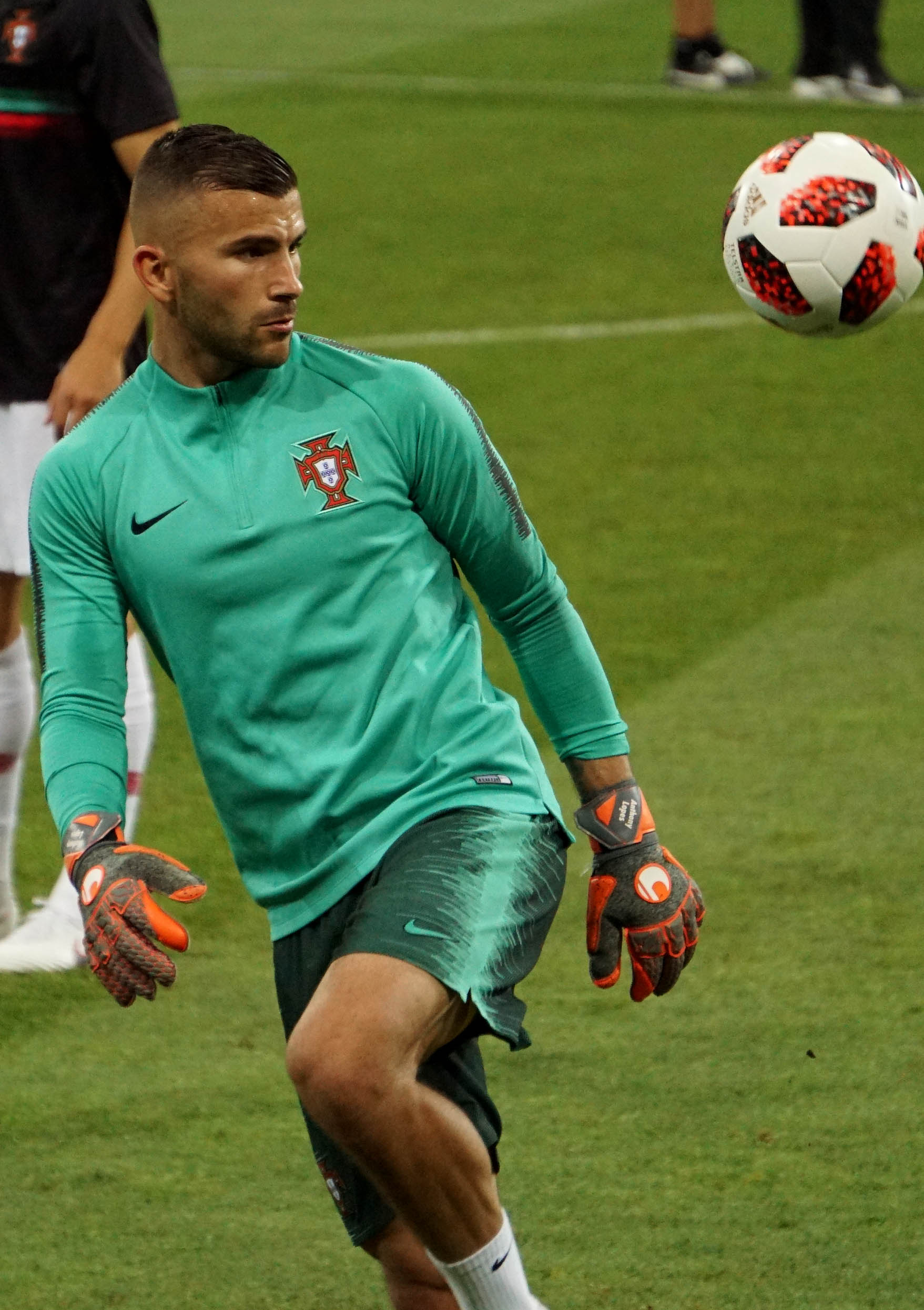
Anthony Lopes (2018) – kultowy zawodnik OL i 2-gi najdłużej grający piłkarz w historii OL po Grégorym Coupet.

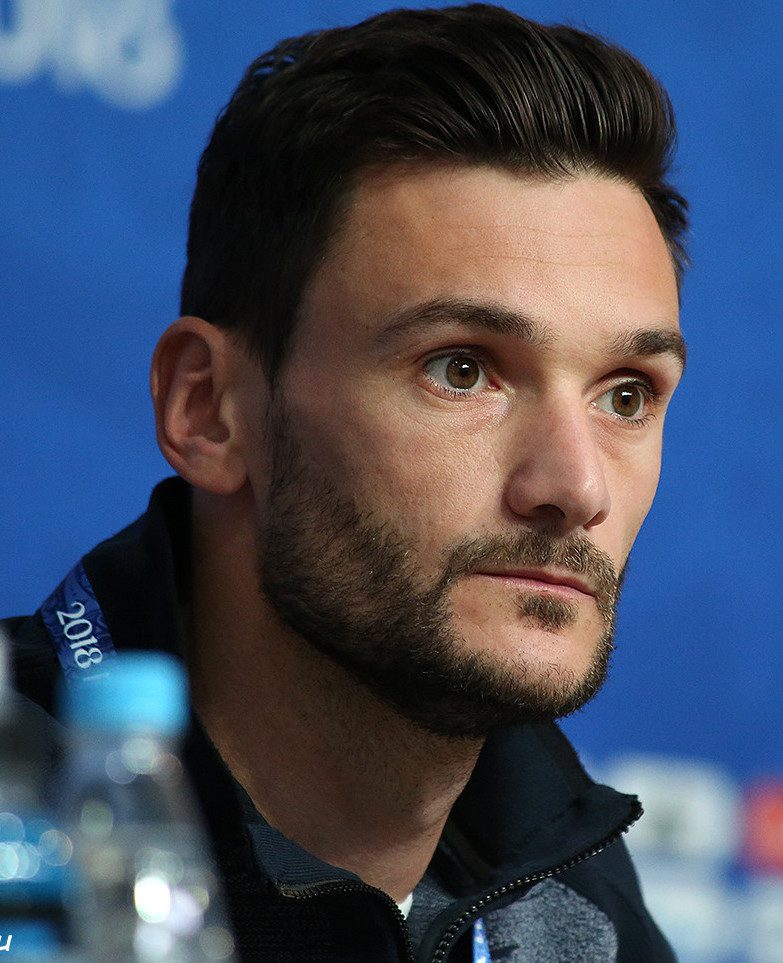
Hugo Lloris (2018) – kultowy zawodnik OL występujący w jego barwach w latach 2008-2012.

| Nr. | Zawodnik             | Gole | Okres                   |
| --- | -------------------- | ---- | ----------------------- |
| 1   | Alexandre Lacazette  | 138  | 2009-2017, 2022-obecnie |
| 2   | Juninho Pernambucano | 100  | 2000-2009               |
| 3   | Bafétimbi Gomis      | 95   | 2009-2014               |
| 4   | Sonny Anderson       | 94   | 1999-2003               |
| 5   | Lisandro López       | 82   | 2009-2013               |
| 6   | Sidney Govou         | 77   | 1999-2010, 2013-2014    |
| 7   | Memphis Depay        | 76   | 2017-2021               |
| 8   | Moussa Dembélé       | 69   | 2018-obecnie            |
| 9   | Nabil Fekir          | 69   | 2013-2019               |
| 10  | Karim Benzema        | 66   | 2004-2009               |

| Nr. | Zawodnik             | Mecze | Okres                   |
| --- | -------------------- | ----- | ----------------------- |
| 1   | Grégory Coupet       | 520   | 1997-2008               |
| 2   | Anthony Lopes        | 431   | 2012-obecnie            |
| 3   | Sidney Govou         | 412   | 1999-2010, 2013-2014    |
| 4   | Anthony Réveillère   | 400   | 2003-2013               |
| 5   | Juninho Pernambucano | 344   | 2000-2009               |
| 6   | Maxime Gonalons      | 334   | 2009-2017               |
| 7   | Cris                 | 310   | 2004-2012               |
| 8   | Alexandre Lacazette  | 290   | 2009-2017, 2022-obecnie |
| 9   | Kim Källström        | 283   | 2006-2012               |
| 10  | Philippe Violeau     | 269   | 1997-2003               |

| Nr. | Zawodnik            | Sezon   | Poprzedni klub            | Kwota odstępnego   |
| --- | ------------------- | ------- | ------------------------- | ------------------ |
| 1   | Jeff Reine-Adélaïde | 2019/20 | Angers SCO                | 25 milionów euro   |
| 2   | Joachim Andersen    | 2019/20 | Sampdoria                 | 24 miliony euro    |
| 3   | Lisandro López      | 2009/10 | FC Porto                  | 24 miliony euro    |
| 4   | Lucas Paquetá       | 2020/21 | AC Milan                  | 23,44 miliona euro |
| 5   | Thiago Mendes       | 2019/20 | Lille OSC                 | 22 miliony euro    |
| 6   | Yoann Gourcuff      | 2010/11 | Girondins Bordeaux        | 22 miliony euro    |
| 7   | Moussa Dembélé      | 2018/19 | Celtic                    | 22 miliony euro    |
| 8   | Bruno Guimarães     | 2019/20 | Club Athletico Paranaense | 20 milionów euro   |
| 9   | Sonny Anderson      | 1999/00 | FC Barcelona              | 19 milionów euro   |
| 10  | Michel Bastos       | 2009/10 | Lille OSC                 | 18 milionów euro   |

| Nr. | Zawodnik            | Sezon   | Nowy klub         | Kwota odstępnego   |
| --- | ------------------- | ------- | ----------------- | ------------------ |
| 1   | Tanguy Ndombélé     | 2019/20 | Tottenham Hotspur | 60 milionów euro   |
| 2   | Alexandre Lacazette | 2017/18 | Arsenal           | 53 miliony euro    |
| 3   | Ferland Mendy       | 2019/20 | Real Madryt       | 48 milionów euro   |
| 4   | Lucas Paquetá       | 2022/23 | West Ham United   | 42,95 miliona euro |
| 5   | Bruno Guimarães     | 2021/22 | Newcastle United  | 42,1 miliona euro  |
| 6   | Corentin Tolisso    | 2017/18 | Bayern Monachium  | 41,5 miliona euro  |
| 7   | Michael Essien      | 2005/06 | Chelsea           | 38 milionów euro   |
| 8   | Karim Benzema       | 2009/10 | Real Madryt       | 35 milionów euro   |
| 9   | Mahamadou Diarra    | 2006/07 | Real Madryt       | 26 milionów euro   |
| 10  | Lucas Tousart       | 2019/20 | Hertha BSC        | 25 milionów euro   |
| 10  | Samuel Umtiti       | 2016/17 | FC Barcelona      | 25 milionów euro   |

## Popularność i zainteresowanie mediów
Portale społecznościowe OL (aktualne na dzień 17.12.2022 r.)
| Rejestracja   | Sieć społeczna | Główne konto              | Liczba abonentów |
| ------------- | -------------- | ------------------------- | ---------------- |
| styczeń 2010  | Facebook       | "Olympique Lyonnais - OL" | 4 447 000        |
| grudzień 2011 | Instagram      | "@ol"                     | 2 200 000        |
| kwiecień 2009 | Twitter        | "Olympique Lyon (@OL)"    | 2 200 000        |
| styczeń 2021  | TikTok         | "ol_officiel"             | 1 500 000        |
| 2016          | Snapchat       | "Olympique Lyon"          | 339 000          |
| grudzień 2013 | YouTube        | "Olympique Lyon"          | 143 000          |
| Łącznie       | Łącznie        | Łącznie                   | 10 829 000       |

## Sukcesy

### Trofea krajowe
| \| \| Zdobyte trofea w rozgrywkach Francji (stan na: 25-05-2024) \| |                                                            |      |                                                      |
| Rozgrywki                                                           | Osiągnięcie                                                | Razy | Sezon(y)                                             |
| · Mistrzostwo                                                       | I miejsce                                                  | 7    | 2002, 2003, 2004, 2005, 2006, 2007, 2008             |
| · Mistrzostwo                                                       | II miejsce                                                 | 5    | 1995, 2001, 2010, 2015, 2016                         |
| · Mistrzostwo                                                       | III miejsce                                                | 9    | 1974, 1975, 1999, 2000, 2009, 2011, 2013, 2018, 2019 |
| · Puchar                                                            | zdobywca                                                   | 5    | 1964, 1967, 1973, 2008, 2012                         |
| · Puchar                                                            | finalista                                                  | 4    | 1963, 1971, 1976, 2024                               |
| Superpuchar                                                         | zdobywca                                                   | 8    | 1973, 2002, 2003, 2004, 2005, 2006, 2007, 2012       |
| Superpuchar                                                         | finalista                                                  | 4    | 1967, 2008, 2015, 2016                               |
| · Puchar Ligi                                                       | zdobywca                                                   | 1    | 2001                                                 |
| · Puchar Ligi                                                       | finalista                                                  | 4    | 1996, 2007, 2012, 2014                               |
| Francja                                                             | Zdobyte trofea w rozgrywkach Francji (stan na: 25-05-2024) |      |                                                      |

### Trofea międzynarodowe
| \| \| Zdobyte trofea w rozgrywkach międzynarodowych (stan na: 19-08-2017) \| |                                                                     |      |            |
| Rozgrywki                                                                    | Osiągnięcie                                                         | Razy | Sezon(y)   |
| · Liga Mistrzów · (Puchar Europy)                                            | zdobywca                                                            | 0    |            |
| · Liga Mistrzów · (Puchar Europy)                                            | finalista                                                           | 0    |            |
| · Liga Mistrzów · (Puchar Europy)                                            | półfinalista                                                        | 2    | 2010, 2020 |
| · Liga Europy · (Puchar UEFA)                                                | zdobywca                                                            | 0    |            |
| · Liga Europy · (Puchar UEFA)                                                | finalista                                                           | 0    |            |
| · Liga Europy · (Puchar UEFA)                                                | półfinalista                                                        | 1    | 2017       |
| · Puchar Zdobywców                                                           | zdobywca                                                            | 0    |            |
| · Puchar Zdobywców                                                           | finalista                                                           | 0    |            |
| · Puchar Zdobywców                                                           | półfinalista                                                        | 1    | 1964       |
| · Puchar Intertoto                                                           | zdobywca                                                            | 1    | 1997       |
| · Puchar Intertoto                                                           | finalista                                                           | 0    |            |
| FIFA                                                                         | Zdobyte trofea w rozgrywkach międzynarodowych (stan na: 19-08-2017) |      |            |